# 沖縄県立中部農林高等学校
沖縄県立中部農林高等学校（おきなわけんりつ ちゅうぶのうりんこうとうがっこう）は、沖縄県うるま市字田場にある県立農業高等学校。

## 沿革
- 1946年
  - 1月10日 - 沖縄文教学校農学部として創設[1]
  - 4月1日 - 中部農林高等学校として独立
- 1999年4月1日 - 福祉学科が設置される
- 2017年4月1日 - 沖縄県立中部農林高等支援学校が併設される

## 教育目標
- 基礎学力と向上心を備えた心身ともに健全な生徒
- きまりを守り思いやりと協調性をもった生徒
- 環境美化・緑化に主体的に取り組み学校や地域の活動に意欲的な生徒

## 著名な出身者
- 千代ノ皇王代仁（大相撲力士）
- 城間瑠正（大相撲力士）
- 大谷真惟（元大相撲力士）
- 比嘉愛未（女優）